# Digitalis nervosa
Digitalis nervosa är en grobladsväxtart som beskrevs av Ernst Gottlieb von Steudel, Amp; Hochst. och George Bentham. Digitalis nervosa ingår i släktet fingerborgsblommor, och familjen grobladsväxter. Inga underarter finns listade i Catalogue of Life.